# Robert Schneider
 (mars 2017).
Si vous disposez d'ouvrages ou d'articles de référence ou si vous connaissez des sites web de qualité traitant du thème abordé ici, merci de compléter l'article en donnant les références utiles à sa vérifiabilité et en les liant à la section « Notes et références ».
Pour les articles homonymes, voir Schneider.
Robert Schneider, né le 16 juin 1961 à Bregenz dans le Vorarlberg en Autriche, est un écrivain autrichien. Il est lauréat du prix Médicis étranger en 1994.

## Biographie
Robert Schneider a été adopté à l'âge de deux ans par un couple de paysans de Meschach, un petit village de montagne dans la municipalité de Götzis à Vorarlberg, où il vit encore aujourd'hui. Il a étudié à Vienne de 1981 à 1986 l'écriture, théâtre et de l'histoire de l'art tout en travaillant comme guide touristique et organiste pour financer ses études.
Son premier succès littéraire en Allemagne date de 1992 avec Frère Sommeil, roman qui obtient le prix Médicis étranger en France en 1994.

## Œuvre

### Romans
- 1992 : Frère Sommeil (Schlafes Bruder) – Prix Médicis étranger 1994
- 1998 : Die Luftgangerin
- 2000 : Die Unberührten
- 2001 : Der Papst und das Mädchen
- 2002 : Schatten
- 2004 : Kristus
- 2007 : La Révélation (Die Offenbarung),  (ISBN 978-2-213-63854-6)

### Théâtre
- 1993 : Dreck
- 1999 : Komödie vom deutschen Heimweh